# Euplexia carnefusa
Euplexia carnefusa là một loài bướm đêm trong họ Noctuidae.